# Châlons-sur-Vesle
Châlons-sur-Vesle település Franciaországban, Marne megyében. Lakosainak száma 202 fő (2022. január 1.). Châlons-sur-Vesle Champigny, Chenay, Merfy, Muizon, Thillois és Trigny községekkel határos.

## Népesség
A település népességének változása:
| Lakosok száma | 118  | 153  | 148  | 160  | 192  | 199  | 192  | 188  | 190  | 202  |
|               | 1968 | 1982 | 1990 | 2006 | 2013 | 2015 | 2017 | 2019 | 2020 | 2022 |